# Andromedotoxin

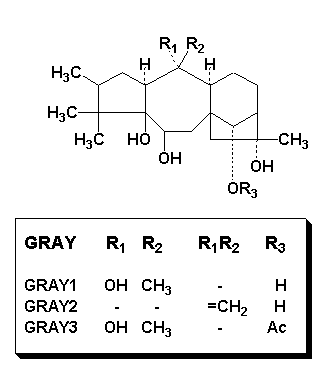
Grayanotoxin

Andromedotoxin är ett gift som förekommer i flera arter av familjen ljungväxter (Ericaceae). Till ljungväxter räknas bland annat rhododendron och azalea. Ämnet har form av små färglösa kristaller med smältpunkt vid 228 °C. Ämnet är också känt som grayanotoxin, acetylandromedol eller rhodotoxin.
Giftet kan förekomma i honung som gjorts av nektar från blommor av dessa arter. Fysiska symptom av förgiftning uppstår med en latensperiod från någon minut till omkring tre timmar beroende på intagen dos.
De främsta symptomen är överdriven salivproduktion, svettning, kräkningar, yrsel, svaghet och parestesier i extremiteter och kring munnen, samt lågt blodtryck. I högre doser kan symptomen vara förlust av koordination, svår och progressiv muskelsvaghet samt bradykardi. Trots potentiella hjärtproblem är förgiftningen sällan dödlig och varar i allmänhet mindre än ett dygn. Medicinska ingrepp krävs i allmänhet inte, men atropin, vasopressorer eller andra medel kan användas för att lindra symptomen.
Honung från Japan, Brasilien, USA, Nepal och British Columbia har störst sannolikhet att vara kontaminerade med andromedotoxin, dock mycket sällan till giftiga nivåer. Historiskt är förgiftning förknippad med Rhododendron luteum och Rhododendron ponticum som finns runt Svarta havet. Enligt Plinius och senare Strabon använde lokalbefolkningen giftet mot Xenofons armé år 401 f.Kr. och senare mot Pompejus år 69 f.Kr.
Giftet användes 2009 i filmen Sherlock Holmes (från "hydrerad rhododendron") för att framkalla en "till synes dödlig förlamning" hos Lord Blackwood.